# Fixação funcional

Experimento de "Fixação funcional" de Karl Duncker. Imagem retirada de Leonard Mlodinow. Elástico: Como o pensamento flexível pode mudar nossas vidas. Rio de Janeiro: Zahar. 2018.

Fixação funcional é um fenômeno psicológico que descreve a limitação que as pessoas encontram para atribuir novos usos para objetos comuns em decorrência da ideia de como eles funcionam ser fixada pela experiência prévia de uma pessoa com esse objeto. Este fenômeno foi inicialmente descrito pelo psicólogo alemão Karl Duncker em um experimento em 1930, onde foi entregue aos participantes uma caixa com tarraxinhas, um caixa de fósforo e uma vela. E posteriormente foi pedido aos participantes que prendessem a vela a parede utilizando os objetos disponíveis. Geralmente as pessoas tentam usar os objetos da maneira tradicional. Tentam prender a vela na parede com as tarraxinhas, mas elas são curtas de mais, ou então tentam prender a vela na parede com a cera derretida, mas isso também falha. A forma para solucionar o problema é usar a caixa de tarraxinhas como castiçal, esvaziando-a e a prendendo a parede com as tarraxinhas, e logo depois fixando a vela dentro dela com a cera derretida. Mas isso requerer imaginar um uso completamente novo para os itens disponíveis. O resultado do experimento foi de que apenas um terço dos participantes conseguiram dar esse uso inovador aos objetos para solucionar o problema, evidenciando a limitação imposta pela fixação funcional.